# امیناتو حیدر
امیناتو حیدر (عربی: أحمد علي حيدر أميناتو؛ ۲۴ ژوئیهٔ ۱۹۶۶ –) اهل مراکش و یک فعال حقوق بشر صحرای غربی است.

## زندگی‌نامه
امیناتو حیدر به خاطر مبارزه‌اش برای استقلال صحرای غربی از اشغال مراکش معروف شد. اغلب مردم او را گاندی یا پاسیوناریای صحرای غربی می‌نامند. او در سال ۲۰۰۷ جایزه گل رز نقره ای و در سال ۲۰۰۸ برای جایزه صلح نوبل نامزد شده بود.
امیناتو از مردم صحرا است و درگذشته ساکن العیون (پایتخت غیررسمی صحرای غربی، منطقه ای که بعد از روز ۲۷ ماه فوریه سال ۱۹۷۶ توسط مراکش اشغال شد) است. او بین سالهای ۱۹۸۷ و ۱۹۹۱ مفقود شد، که بعداً مشخص شد همراه با چند نفر دیگر از صحرای غربی به‌طور مخفیانه دستگیر و زندانی شده بودند، و به گفته او در زندان مورد شکنجه قرار گرفته بود. بنا بر اطلاعیه عفو بین‌الملل امیناتو حیدر یک زندانی وجدان Prison of Conscience (POC) بود (اصطلاحی که توسط عفو بین‌الملل برای افرادی که به دلیل عقاید، نژاد، رنگ، مذهب، زبان، قومیت، گرایش جنسی، یا اعتقادات خود زندانی شوند، با این شرط که از خشونت استفاده نکرده باشند، بکار برده می‌شود) وی پس از اینکه چندین بار به دلیل انتقاد از رژیم مراکش بازداشت شد، به اسپانیا تبعید گردید و یک ماه در فرودگاه لانزاروته گیر کرده بود، تا اینکه موفق به بازگشت شد.

## افتخارات
امیناتو حیدر در سال ۲۰۰۷ جایزه گل رز نقره ای و در سال ۲۰۰۸ برای جایزه صلح نوبل نامزد شده بود، او در سال ۲۰۰۸ جایزه حقوق بشر رابرت کندی و در سال ۲۰۰۹ جایزه شجاعت شهروندی آمریکایی را دریافت کرد.